# Johann Peter Gustav Lejeune Dirichlet
Johann Peter Gustav Lejeune Dirichlet (13. únor 1805 – 5. květen 1859) byl německý matematik. Zasahoval aktivně do teorie čísel, matematické analýzy i matematické statistiky. Jeho jménem je nazváno Dirichletovo rozdělení, Dirichletova funkce, Dirichletův princip apod.

## Život
Dirichletovi předkové pocházejí z belgického města Richelet, odtud také pochází jeho nezvyklé jméno (le jeune de Richelet = mladík z Richelet). Sám Dirichlet se narodil v Düren, kde byl jeho otec poštmistrem. Studoval v Kolíně nad Rýnem, jedním z jeho učitelů byl Georg Simon Ohm. Střední školu ukončil v 16 letech, německé univerzity však tehdy nenabízely špičkové vzdělání a Dirichlet se rozhodl studovat v Paříži. Zde se setkal s řadou vynikajících matematiků té doby (Legendre, Poisson, Fourier, Laplace,…). Až do roku 1825 byl zaměstnán u generála Foye, který patřil k vynikajícím velitelům za Napoleona. Po smrti Foye se odstěhoval do Německa, kde v roce 1827 ukončil studium na univerzitě v Bonnu. V roce 1831 se Dirichlet oženil, vzal si sestru slavného skladatele Felixe Mendelssohna-Bartholdyho. Po krátkém působení ve Vratislavi (Breslau) začal Dirichlet vyučovat na univerzitě v Berlíně, kde zůstal až do roku 1855. Pak přesídlil do Göttingenu, kde zaujal místo zemřelého C. F. Gausse. V roce 1858 byl stižen srdečním záchvatem a 5. května 1859 umřel.

## Dílo
Dirichlet je známý svou prací z obrou teorie čísel (Dirichletova věta o prvočíslech v aritmetických posloupnostech, Dirichletova věta o aproximaci) či matematické analýzy (např. Dirichletova funkce – první přijatá „netradiční“ funkce, dále věta o konvergenci Fourierovy řady, Dirichletův integrál atd.). Zasáhl i do teorie pravděpodobnosti (Dirichletovo rozdělení), do geometrie, matematické statistiky a dalších oborů.